# Клины (Морховское сельское поселение)
Клины — деревня в Холмском районе Новгородской области России. Входит в Морховское сельское поселение.

## История
В 1964 г. Указом Президиума ВС РСФСР деревня Пекуниха переименована в Клины.
В соответствии с законом Новгородской области от 11 ноября 2005 года № 559-ОЗ Клины вошли в состав образованного Морховского сельского поселения.

## География
Находится в лесной местности, у реки Сушня, вблизи р. Малый Тудер.

## Население
| 2010 |
| ---- |
| 1    |

## Инфраструктура
Лесозаготовка и переработка древесины

## Транспорт
Асфальтированных дорог нет.